# Гремеча
Гремеча — деревня в Советском районе Кировской области в составе Родыгинского сельского поселения. 

## География
Находится на правом берегу реки Немда на расстоянии примерно 9 км по прямой на юг от районного центра город Советск.

## История
Известна с 1601 года как деревня Гремяжская. В 1873 года отмечалась как деревня Сидоровская (Гремяча), в которой дворов 38 и жителей 341, в 1905 57 и 421, в 1926 68 и 334, в 1950 36 и 148. В 1989 году оставалось 90 жителей. Нынешнее название утвердилось с 1939 года.

## Население
Постоянное население составляло 76 человек (русские 100%) в 2002 году, 52 в 2010.